# Nature morte aux oiseaux exotiques
Nature morte aux oiseaux exotiques  – ou Les Perroquets – est un tableau réalisé par le peintre français Paul Gauguin en 1902. Cette huile sur toile est une nature morte qui représente le dessus d'une table dont le bord le plus éloigné est dominé par une idole polynésienne que l'artiste a lui-même sculptée. Outre des fleurs et des tranches de fruits exotiques, sont posées sur la nappe blanche les dépouilles d'oiseaux multicolores. Exposée au Salon d'Automne en 1906, l'œuvre fait partie des collections du musée des Beaux-Arts Pouchkine, à Moscou, en Russie.